# Grimpow, het geheim der wijzen
Grimpow, het geheim der wijzen (Spaans: Grimpow. El camino invisible) is een boek van Rafael Ábalos uit 2007 en telt 452 bladzijden. Het boek werd geprezen als de De naam van de roos van de jeugdliteratuur en werd uitgegeven bij uitgeverij Fontein. Het is geschikt voor lezers van 14 jaar en ouder.

## Het verhaal
In de winter van 1313 vindt de 15 lentes oude Grimpow een bevroren lichaam van een onbekende ridder. Hij waarschuwt meteen zijn vriend en vaderfiguur Durlib met wie hij in een hut in de bergen van Brinkdum woont. In de hand van de dode ridder zit een glad gepolijste steen die Grimpow wijsheid bezorgt. Er is ook een briefje bij dat hij zonder moeite begrijpt, terwijl de brief in oud-Latijnse letter is geschreven. Hij moet de boodschap overbrengen aan Aidor Bilbicum in Straatsburg. Meteen gaan Grimpow en Durlib naar de abdij in het dal. Dit gaat alleen niet zonder problemen. Bulvar van Goztell, de inquisiteur van Lyon en afgezant van paus Clemens V, komt samen met zijn soldaten ook naar de abdij, want zij zaten al een tijd achter de dode ridder aan. De abt wordt op gruwelijke wijze vermoord en Grimpow verliest Durlib, die besluit dat Grimpow niet hetzelfde lot mag ondergaan als hij. Op het eind van de winter en het begin van de lente komt Salietti langs, een hertog die aan de lentetoernooien in Straatsburg gaat meedoen. Een ideale kans voor Grimpow om daar te geraken. Grimpow wordt al snel zijn schildknaap en ze beginnen samen aan de tocht naar Straatsburg.